# Carl Fuchs (Cellist)

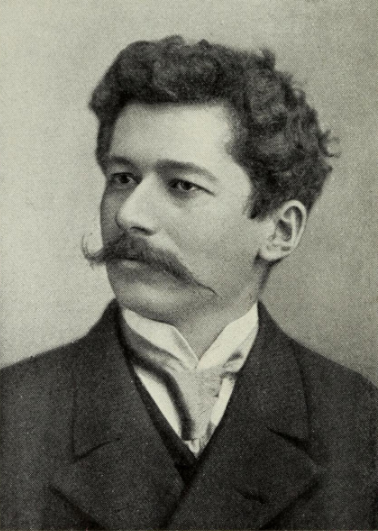
Carl Fuchs

Carl Fuchs (* 3. Juni 1865 in Offenbach am Main; † 9. Juni 1951 in Manchester) war ein englischer Cellist deutscher Herkunft.

## Leben
Fuchs hatte den ersten Cellounterricht bei Robert Riedel, der Erster Cellist im Orchester der Frankfurter Oper war. Am Frankfurter Konservatorium studierte er ab 1881 bei Bernhard Cossmann und wirkte in dieser Zeit an Aufführungen von Brahms’ Zweiter und Dritter Sinfonie unter Leitung des Komponisten mit. Seinen Militärdienst leistete er 1885 als Dirigent des Chores des 118. Infanterieregiments.
Ab 1886 studierte Fuchs am Konservatorium von St. Petersburg bei Karl Dawidow. Dort lernte er u. a. Tschaikowski, César Cui, Wassili Sapelnikow und Leopold Auer kennen. Mit einem Empfehlungsschreiben von Clara Schumann an Charles Hallé, den Dirigenten des Orchesters der Gentlemen’s Concerts Society reiste er 1887 nach Manchester und trat als Solist mit dem Orchester auf. In London führte er ein Klaviertrio von Brahms mit James Kwast und Carl Deichmann auf und lernte den italienischen Cellisten und Komponisten Alfredo Piatti kennen.
Nach diversen Konzertreisen ließ sich Fuchs in Manchester nieder und wurde Erster Cellist des Hallé-Orchesters unter Leitung von Hans Richter. Daneben war er Mitglied des Schiever Quartet in Liverpool. Ab 1893 war er Professor für Cello am neu gegründeten Royal Manchester College of Music (RMCM); diese Stelle hatte er bis 1942 inne. 1894 wurde Adolph Brodsky Dirigent des Hallé-Orchesters, und Fuchs wurde neben Christopher Rawdon Briggs und Simon Speelman Mitglied von dessen Streichquartett. In der vom German Club in Manchester gegründeten Schiller-Anstalt trat er mit Musikern wie Camille Saint-Saëns, Richard Strauss und Joseph Joachim auf. 1899 wurde er britischer Staatsbürger.
Während eines Besuches bei seiner Mutter wurde Fuchs mit seiner Familie vom Ausbruch des Ersten Weltkrieges überrascht und in Ruhleben interniert. Während seine Frau und seine Kinder Deutschland bald verlassen durften, wurde er zwar aus der Haft entlassen, jedoch im Hause seiner Schwester unter Arrest gestellt. Trotz Interventionen von prominenten Musikern wie Sir Henry Wood und Edward Elgar konnte Fuchs erst 1919 nach Großbritannien und zu seiner Familie zurückkehren. 1920 setzte er hier seine Lehrtätigkeit am RMCM fort, das ihn in Anerkennung seiner Verdienste 1945 zu Professor emeritus wählte. In den 1930er Jahren verfasste er die Erinnerungen eines Offenbacher Cellisten (1937 als  Musical and other recollections erschienen).